# 平成29年台風第27号
平成29年台風第27号（へいせい29ねんたいふうだい27ごう、アジア名：Tembin、フィリピン名：Vinta）は、2017年12月に発生し、フィリピンに大きな被害をもたらした台風である。

## 概要

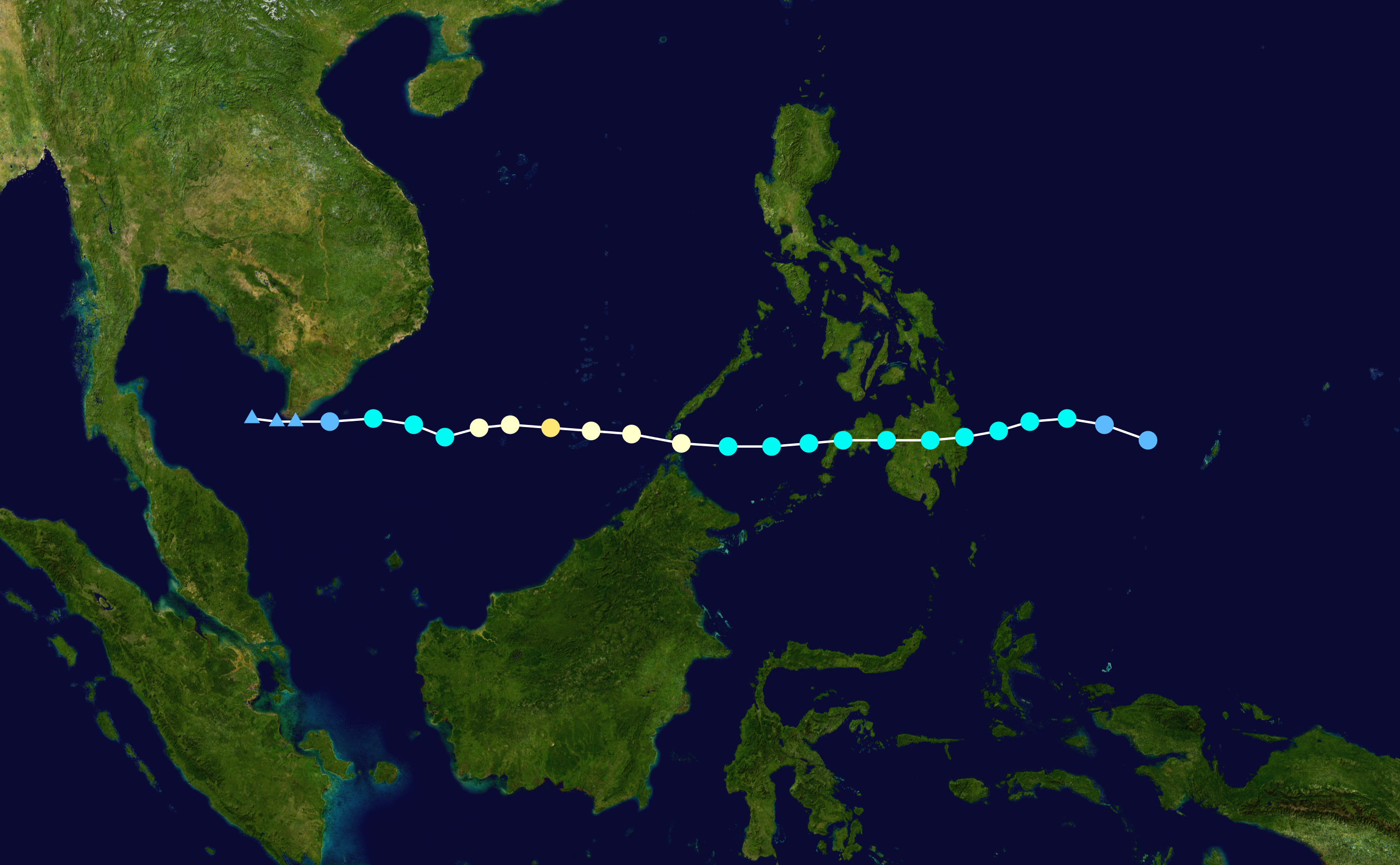
進路図

2017年12月16日頃にチューク諸島の近海で形成が始まった低圧部が、同日9時に熱帯低気圧に発達した。熱帯低気圧は18日には低圧部に降格したものの、20日9時に再びパラオの近海で熱帯低気圧に昇格した。合同台風警報センター（JTWC）は同日18時（協定世界時20日9時・フィリピン標準時20日17時）に熱帯低気圧形成警報（TCFA）を発表し、フィリピン大気地球物理天文局（PAGASA）は、フィリピン名「ヴィンタ（Vinta）」と命名した。熱帯低気圧は21日3時に、フィリピン南部のミンダナオ島の東（北緯8.6度分・東経130.9度）で、中心気圧1,000 hPa・最大風速18 m/sの台風27号となり、アジア名「テンビン（Tembin）」と命名された。命名国は日本で、「てんびん座」を意味する。台風は比較的ゆっくりした速度で西進して、22日に夜遅くにミンダナオ島に上陸。同島を横断した後にスールー海を西に進み、25日21時にベトナムの南の南シナ海で熱帯低気圧に変わった。

## 影響・被害
この台風は、フィリピンを中心に大きな被害をもたらした。台風が上陸したミンダナオ島を中心に、大雨による洪水や地滑りなどが発生し、200人以上が死亡した。ミンダナオ島サンボアンガ半島の沿岸沿いの村・アヌンガンでは、川の氾濫により土砂や倒木によって家屋が流された。サンボアンガ半島の多くの地域では通信網や電気が寸断されて、橋の倒壊や洪水、土砂崩れなどで一部地域での孤立状態が続いたという。
フィリピンには毎年20個ほどの台風が上陸し、たびたび避難警報が発令される。今回も沿岸部や川岸には避難警報が出されていたものの、多くの住民がこの警報を無視したため、被害に巻き込まれたという。

## その他
この台風のアジア名「テンビン（Tembin）」は、この台風限りで使用中止となり、次順からは「コイヌ（Koinu）」というアジア名が使用されることになった。さらに、この台風のフィリピン名「ヴィンタ（Vinta）」も、この台風限りで使用中止となり、次順からは「ヴァーベナ（Verbena）」というフィリピン名が使用されることになった。